# Cache River (Churchill River)
Der Cache River oder Anikutshash-shipiss (von der Innu-Sprache abgeleitet) ist ein etwa 75 km langer linker Nebenfluss des Churchill River im zentralen Südosten der Labrador-Halbinsel in der kanadischen Provinz Neufundland und Labrador.

## Flusslauf
Der Cache River hat seinen Ursprung in einem etwa 470 m hoch gelegenen namenlosen See, 1,8 km nördlich des Trans-Labrador Highways. Von dort fließt er anfangs 20 km nach Nordosten, wo er einen langgestreckten See durchfließt. Anschließend wendet sich der Cache River 10 km nach Osten und schließlich ändert er seine Richtung nach Süden. Bei Flusskilometer 30 befindet sich der See Anikutshash-nipi am Flusslauf. Bei Flusskilometer 17,5 kreuzt der Trans-Labrador Highway den Cache River. Dieser mündet schließlich knapp 100 km westsüdwestlich der Muskrat Falls in den Churchill River. Der Cache River entwässert ein Areal von ungefähr 1070 km². Das Einzugsgebiet grenzt im Westen an das des Metchin River sowie im Norden und Osten an das des Pinus River.

## Flussfauna
Im Flusssystem des Cache River kommen vermutlich folgende Fischarten vor: Dreistachliger und Neunstachliger Stichling, Bachsaibling, Hecht, Arktischer Stint, Catostomus catostomus (longnose sucker) und Catostomus commersonii (white sucker). Die Muskrat Falls am Churchill River verhindern eine Fischwanderung anadromer Lachse in den Cache River. Biber, Bisamratte, Amerikanische Wasserspitzmaus und Nordamerikanischer Fischotter nutzen den Fluss als Lebensraum. In den Feuchtgebieten halten sich Wilsonbekassine, Großer Gelbschenkel, Wiesenstrandläufer, Einsiedelwasserläufer, Odinshühnchen und Kleiner Schlammläufer auf.